# Giorgio Spiegelfeld
Giorgio Spiegelfeld (geboren 1981 in Wien) ist ein österreichischer Schauspieler.

## Leben und Werk
Zunächst studierte er in Spanien und Mexiko Schauspiel. Anschließend ging er an die Hochschule für Musik und Theater Zürich, wo er 2007 mit dem Diplom abschloss. Es folgen Engagements am Schauspielhaus Wien, Schauburg München, Schaubühne und Deutsches Schauspielhaus Hamburg. Seit 2009 lebt und arbeitet er als freischaffender Schauspieler in London. Er arbeitete und arbeitet u. a. mit den Filmregisseuren Fernando Meirelles, John Ridley und Sam Miller und den Theatermachern Katie Mitchell, Yoshi Oida, Barrie Kosky, Beat Fäh, Tomas Schweigen, sowie mit dem Theaterkollektiv Dood Paard in Amsterdam. 2015 inszenierte er Suddenly, Last Summer von Tennessee Williams am Londoner Glory.

## Wichtige Theaterproduktionen
- 2012 Elfriede Jelinek: Sportstück – Englische Erstaufführung, Chelsea Theatre, London (Regie: Vanda Butkovic)
- 2013 Martin Crimp: Alles Weitere kennen Sie aus dem Kino – Deutsches Schauspielhaus, Hamburg (Regie: Katie Mitchell)
- 2014 Duncan Macmillan: Forbidden Zone – Salzburger Festspiele, anschließend Schaubühne am Lehniner Platz, Berlin (Regie: Katie Mitchell)

## Film und Fernsehen
- 2010: Cutty Wren (Regie: Naor Aloni)
- 2011: 360 (Regie: Fernando Meirelles)
- 2010: United (Regie: James Strong)
- 2013: Strings (Regie: Rob Savage)
- 2017: Guerrilla (Regie: John Ridley und Sam Miller)
- 2019: Der Bestatter (Fernsehserie, Folge Asche auf dein Haupt)
- 2019: Inga Lindström: Ausgerechnet Söderholm
- 2022: Die Schwimmerinnen (The Swimmers, Regie: Sally El Hosaini)
- 2023: SOKO Linz (Fernsehserie, Folge Der Skorpion)